# Oberberg Kliniken
Die Oberberg Kliniken sind private Akutkliniken im Sinne des § 107 SGB V in privater Trägerschaft. Sie bieten eine medizinisch-psychotherapeutische Behandlung nach dem vom Klinikgründer entwickelten Therapiekonzept für seelisch, psychosomatisch und psychiatrisch erkrankte Menschen. Behandlungsschwerpunkte sind dabei Depressionen, Abhängigkeitserkrankungen, Burn-out, Angst- und Panikstörungen sowie Traumafolge-, Persönlichkeits- und Zwangsstörungen. Eine besondere Zielgruppe sind Ärzte.
Die Oberberg-Kliniken gehören zur Oberbergkliniken GmbH, deren Holding ihren Sitz in Berlin hat. Die Oberberg-Gruppe gehört seit 2017 zur Private-Equity-Gesellschaft Trilantic Europe, die sie von der Beteiligungsgesellschaft Odewald & Compagnie übernahm, zu der die Gruppe seit 2012 gehörte.

## Behandlungsmodell
Das Oberbergmodell von Matthias Gottschaldt basiert auf dessen Annahme, dass jeder Mensch ein anderes, nur ihm eigenes emotionales Persönlichkeitsprofil hat und daher einer speziell auf ihn zugeschnittenen Therapie bedarf. Das Behandlungskonzept soll – neben der reinen Krankheitsbehandlung – durch Wahrnehmung des emotionalen Profils den Bewusstwerdungsprozess der individuellen Persönlichkeit ermöglichen.

## Therapieverfahren
In den Oberberg-Kliniken wird nach dem Oberbergmodell gearbeitet, das über einen schulenübergreifenden Therapieansatz verfügt. Das Therapieangebot der Oberberg Kliniken kann in folgende Kategorien unterteilt werden:
1. Psychotherapien (u. a. kognitive Verhaltenstherapie, Akzeptanz- und Commitmenttherapie (ACT), Cognitive Behavioral Analysis System of Psychotherapy (CBASP), Dialektisch-Behaviorale Therapie (DBT), Schematherapie)
2. biologische Therapien (u. a. Psychopharmakotherapie, Lichttherapie, Wachtherapie, Therapie der Traumafolgestörungen)
3. Fachtherapien (u. a. Bewegung-/Sporttherapie, Physiotherapie, Kreativtherapien, Ergotherapie, Tiergestützte Therapien, Angehörigenberatung, Angstbewältigungstraining, Familienberatung)
4. Stressreduktions-/Entspannungsverfahren (u. a. Progressive Muskelrelaxation (PMR), Aromatherapie, Akupunktur, Yoga, Bodyscan, Meditation, Autogenes Training)

## Ärztegesundheit
Das Thema Ärztegesundheit ist mit den Oberberg-Kliniken eng verbunden, da Matthias Gottschaldts eigene psychische Erkrankung Anlass für die Klinikgründung gewesen sein soll. Inzwischen wurden nach Eigenangaben mehrere Tausend Ärzte aller Fachrichtungen behandelt. Auch bei der von Gottschaldts Ehefrau Edda gegründeten Oberberg Stiftung Matthias Gottschaldt stellt das Thema einen Schwerpunkt dar, der wissenschaftlich analysiert und operativ umgesetzt wird.
In Kooperation mit Ärztekammern entwickelte Matthias Gottschaldt ein Curriculum für abhängige Ärzte, das auf den Erhalt des Arbeitsplatzes, eine berufliche Wiedereingliederung bzw. den Erhalt der Approbation oder Zulassung abzielt. Das Curriculum sieht dabei regelmäßige Nachuntersuchungen zum Abstinenznachweis nach einer stationären Therapie vor. Auf Wunsch kann das Curriculum des Patienten mit den aufsichtführenden Stellen (z. B. Ärztekammern, Kassenärztlichen Vereinigungen, Regierungspräsidien, Amtsärzten, Vorgesetzten, Behörden) bindend vereinbart werden. Ziel ist eine mit günstiger Prognose abgeschlossene stationäre Entwöhnung. Dem Konzept zufolge müssen anschließend weiterhin ambulante Therapiemaßnahmen umgesetzt werden. Das Programm ersetzt dabei jedoch keine ambulante Therapie in Wohnortnähe. Kommt es nach der erfolgreichen Therapie zu einem begrenzten Substanzkonsum ohne Rückfalldynamik („slip“ oder „lapse“), kann das Programm gegebenenfalls verlängert werden. Entwickelt sich eine echte Rückfalldynamik, wird das Programm unterbrochen und dem Patienten eine stationäre Rückfallbehandlung angeraten, die ebenso von den Oberberg-Kliniken angeboten wird. Danach wird das Programm gegebenenfalls wieder aufgenommen.
Das Konzept von Matthias Gottschaldt, der als Betroffener in den 1980er Jahren selbst mit der beruflichen und sozialen Dimension seiner eigenen Abhängigkeitserkrankung konfrontiert wurde, wird auch bei anderen Berufsgruppen angewendet.

## Standorte
Neben den Klinikstandorten gibt es bundesweit sogenannte Oberberg-City-Center, in denen eine prä- und poststationäre Behandlung angeboten wird.
Fachkliniken
- Berlin/Brandenburg bei Wendisch Rietz
- Düsseldorf Kaarst
- Somnia Fachklinik Köln/Hürth
- Rhein-Jura Bad Säckingen
- Scheidegg im Allgäu
- Schwarzwald Hornberg
- Weserbergland in Extertal-Laßbruch
- Wiesbaden Schlangenbad
- Friedenweiler Hochschwarzwald.
- Privatklinik Jägerwinkel in Bad Wiessee
- Psychosomatische Klinik Windach

Tageskliniken
- Berlin Kurfürstendamm
- Bremen
- Frankfurt am Main (Frankfurt-Sachsenhausen)
- Hamburg
- Hannover
- München-Bogenhausen
- Potsdam
- Tagesklinik Westend München
- Zentrum Isartal am Kloster Schäftlarn

Kliniken für Kinder- und Jugendliche
- Fasanenkiez Berlin
- Konraderhof Köln/Hürth
- Marzipanfabrik Hamburg
- Wasserschlösschen Mönchengladbach am Stadtrand von Mönchengladbach-Rheydt